# Henryk VI na łowach

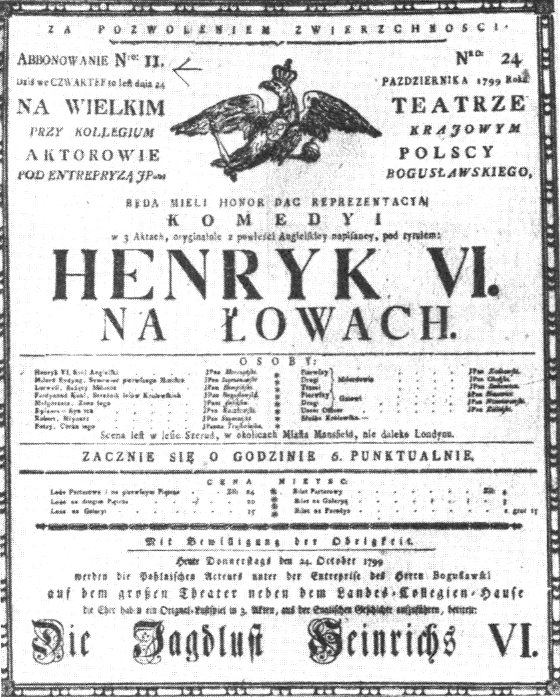
Afisz przedstawienia Henryk VI na łowach, 1799 rok

Henryk VI na łowach – dramat mieszczański Wojciecha Bogusławskiego pisany prozą, wystawiony po raz pierwszy nazajutrz po rocznicy elekcji Stanisława Augusta Poniatowskiego, 8 września 1792 roku. Sztuka nawiązuje do popularnego w literaturze motywu interwencji dobrego króla w sprawy krzywdzonych poddanych. Schemat fabularny Bogusławski zaczerpnął z jednoaktówki Roberta Dodsleya pt. The King and the Miller of Mansfield (1737 r.). Henryk VI na łowach jest znacznie dłuższy od oryginału – składa się z trzech aktów, adaptator zmienił również wiele wątków i dostosował sztukę do możliwości technicznych ówczesnego teatru. Bogusławski, tworząc swoją sztukę zrezygnował z klasycystycznych schematów inscenizacyjnych, wprowadzając akcję w nowe miejsca, np. w góry lub nad rzekę. Utwór zawiera akcenty antytargowickie i antymagnackie.